# Agnes de Hohenstaufen
Agnes de Hohenstaufen (n. 1176 – d. 9 mai 1204, Stade, Regatul Prusiei, Imperiul German), membră a familiei Hohenstaufen, a fost contesă palatină a Rinului din 1195 până la moarte.

## Biografie
Agnes a fost fiica lui Conrad, contele palatin al Rinului, și a soției sale, Irmengarda de Henneberg.
Tatăl ei, Conrad, era frate vitreg al împăratului Frederic I Barbarossa. Chiar înainte de 1180 a promis-o pe Agnes ca logodnică lui Henric al V-lea de Braunschweig, fiul mai mare al Welfului Henric Leul, în scopul de a dezamorsa conflictul dintre casele de Hohenstaufen și Welf.
În 1193 fiul și succesorul lui Barbarossa, Henric al VI-lea de Hohenstaufen, dorea să creeze o alianță politică cu regele Filip al II-lea al Franței, scop în care intenționa să acorde regelui Franței mâna verișoarei sale, Agnes. Când tânărul Henric al V-lea a auzit de acest plan, i-a contactat pe părinții lui Agnes. Tatăl ei a evitat să-și dea consimțământul pentru această logodnă, pentru că, deși prefera o alianță matrimonială cu regele Franței, nu dorea să îl ofenseze pe Henric, pe care Agnes îl venera de-a dreptul.
Mama ei, Irmengarda de Henneberg (d. 1197), sprijinea ideea căsătoriei fiicei sale cu un membru al dinastiei Welfilor. Puțin după aceea, ele au profitat de absența lui Conrad, care se afla la curtea lui Henric al VI-lea, pentru a dejuca planul împăratului. Irmengarda l-a invitat pe tânărul Welf la castelul Stahleck, unde el s-a căsătorit cu Agnes în ianuarie sau februarie 1194.
Împăratul Henric al VI-lea s-a simțit trădat și i-a cerut lui Conrad să anuleze imediat căsătoria. Cu toate acestea, Conrad a renunțat la rezistența sa inițială față de căsătoria dintre Agnes și Henric și, constatând că aceasta fusese deja binecuvântată de Biserică, a decis să încerce să îl convingă pe împărat de avantajele acestei căsătorii. Fiii lui Conrad muriseră tineri, iar Henric al VI-lea ar fi putut să își asigure succesiunea la cârmuirea Palatinatului renan prin înfeudarea lui Henric Welf. În plus, Conrad și Agnes l-au convins pe împărat să acorde iertarea lui Henric Leul, care fusese proscris de  Barbarossa.
Reconcilierea dintre Henric al VI-lea și Henric Leul a avut loc în martie 1194 la castelul Tilleda. De altfel, Henric al VI-lea își dorea reglementarea conflictului cu Welfii germani, astfel încât să fie pace în imperiu și-să poată impune pretențiile asupra Siciliei după moartea pretendentului Tancred de Lecce la 20 februarie 1194.

## Descendenți
Agnes și Henric au avut un fiu și două fiice:
- Henric (n. 1197–d. 1214), succesor în Palatinat;
- Irmengarda (d. 1260), căsătorită cu margraful Herman al V-lea de Baden-Baden;
- Agnes (d. 1267), căsătorită cu Otto al II-lea de Wittelsbach, viitorul duce de Bavaria.